# کانگ بونگ-چیل
کانگ بونگ-چیل (انگلیسی: Kang Bong-chil؛ زادهٔ ۷ نوامبر ۱۹۴۳) بازیکن فوتبال اهل کره شمالی بود.
از باشگاه‌هایی که در آن بازی کرده‌است می‌توان به باشگاه فوتبال ۲۵ آوریل اشاره کرد.
وی همچنین در تیم ملی فوتبال کره شمالی بازی کرده‌است.